# Talimarjon
Talimarjon (uzb. cyr. Талимаржон; ros. Талимарджан, Talimardżan) – miasto w południowym Uzbekistanie, w wilajecie kaszkadaryjskim, w tumanie Nishon. W 2016 roku liczyło ok. 10,8 tys. mieszkańców
Miejscowość otrzymała prawa miejskie w 1975 roku.